# Liste der Stadtbezirke von Hồ-Chí-Minh-Stadt
Dies ist eine Liste der Stadtbezirke von Ho-Chi-Minh-Stadt.
Ho-Chi-Minh-Stadt ist in 19 Stadtbezirke (Quận) und fünf Landkreise (Huyện) unterteilt. Von den 19 Stadtbezirken haben nur die sieben Bezirke außerhalb des Stadtzentrums Namen (Quận Bình Tân, Quận Bình Thạnh, Quận Gò Vấp, Quận Phú Nhuận, Quận Tân Bình, Quận Tân Phú und Quận Thủ Đức), die Bezirke im Zentrum sind einfach durchnummeriert (Quận 1 bis Quận 12). Die fünf Landkreise liegen außerhalb der Kernstadt (hohe Bebauungsdichte und geschlossene Ortsform) in den Vorstädten und ländlichen Gebieten, aber innerhalb der administrativen Stadtgrenzen (Huyện Bình Chánh, Huyện Cần Giờ, Huyện Củ Chi, Huyện Hóc Môn und Huyện Nhà Bè).
Die Einwohnerzahlen in der folgenden Tabelle beziehen sich auf die Volkszählung vom 1. Oktober 2004.
| Name              | Fläche in km² | Einwohnerzahl | Einwohner je km² |
| ----------------- | ------------- | ------------- | ---------------- |
| Quận 1            | 7,73          | 198.032       | 25.619           |
| Quận 2            | 49,74         | 125.136       | 2.516            |
| Quận 3            | 4,92          | 201.122       | 40.878           |
| Quận 4            | 4,18          | 180.548       | 43.193           |
| Quận 5            | 4,27          | 170.367       | 39.899           |
| Quận 6            | 7,19          | 241.379       | 33.571           |
| Quận 7            | 35,69         | 159.490       | 4.469            |
| Quận 8            | 19,18         | 360.722       | 18.809           |
| Quận 9            | 114,00        | 202.948       | 1.780            |
| Quận 10           | 5,72          | 235.231       | 41.124           |
| Quận 11           | 5,14          | 224.785       | 43.732           |
| Quận 12           | 52,78         | 290.129       | 5.497            |
| Quận Bình Tân     | 51,89         | 398.712       | 7.684            |
| Quận Bình Thạnh   | 20,76         | 423.896       | 20.419           |
| Quận Gò Vấp       | 19,74         | 452.083       | 22.902           |
| Quận Phú Nhuận    | 4,88          | 175.293       | 35.921           |
| Quận Tân Bình     | 22,38         | 397.569       | 17.764           |
| Quận Tân Phú      | 16,06         | 366.399       | 22.814           |
| Quận Thủ Đức      | 47,76         | 336.571       | 7.047            |
| Huyện Bình Chánh  | 252,69        | 304.168       | 1.204            |
| Huyện Cần Giờ     | 704,22        | 66.271        | 94               |
| Huyện Củ Chi      | 434,50        | 288.279       | 663              |
| Huyện Hóc Môn     | 109,18        | 245.381       | 2.247            |
| Huyện Nhà Bè      | 100,41        | 72.740        | 724              |
| Ho-Chi-Minh-Stadt | 2.095,01      | 6.117.251     | 2.920            |

Quelle: Statistical Office in Ho Chi Minh City